# Baggrunden for Darfur-konflikten
Baggrunden for Darfur-konflikten skal findes i mange forskellige forhold, der hver især har påvirket hinanden. En af hovedårsagerne har været de store strukturelle uligheder i levestandard og politisk indflydelse mellem Sudans centrale regioner og periferien, herunder Darfur. Sydsudan er kulturelt meget forskelligt fra det øvrige Sudan, og beboes primært af kristne, men de muslimsk dominerede vestlige, østlige og centrale regioner er også økonomisk og politisk marginaliserede i forhold til området omkring hovedstaden Khartoum. Denne ulighed blev i 1980'erne yderligere forstærket af en kombination af flere miljømæssige katastrofer, såsom overbefolkning, ørkendannelse, tørke samt af politisk opportunisme og regionale spændinger. Som resultat af tørken begyndte de første sammenstød mellem nomade og fastboende grupper, og Darfur har siden da reelt befundet sig i en tilstand af ufred og vold mellem forskellige interessegrupper. Oprørsgruppen Sudan Liberation Movement (SLA/M) blev derfor dannet i et forsøg på at stoppe myrderiet og plyndringerne fra stammerne i det nordlige Darfur. Den anden dominerende gruppe er Justice and Equality Movement (JEM), den har rod i en islamistisk bevægelse og er drevet af utilfredsheden med den økonomiske fordeling i landet. Den 16. juni 2007 udsendte FN’s generalsekretær, Ban Ki-moon en erklæring, hvor det fremgik at massakrerne i Darfur i hvert fald delvist skyldes klimaforandringer, som i nogen grad er menneskeskabte. Den tørke der i de seneste år har ramt det nordlige Darfur er i historisk tid uden fortilfælde, og reduktionen i regnmængden har betydet, at millioner af hektar græsningsaeraler, som i forvejen var marginaljord, er blevet omdannet til ørken. Disse forandringer af landbrugsjorden er blevet anset som værende direkte årsag til konflikten mellem regionens forskellige befolkningsgrupper, da presset fra kvæghyrder, som har søgt mod syd efter nye græsgange, førte til konflikter med den fastboende befolkning i det sydlige Darfur.
Dertil skabte regionens historie skabte en grundlæggende konflikt mellem de forskellige befolkningsgrupper som bebor området. Denne splittelse er igen blevet forstærket af den arabisk dominerede sudanske centralregerings negligering af Darfur regionen har medført en øget polarisering mellem de grupper, der identificerer sig som ”arabere”, og dem der ser sig selv som ”afrikanere”, mens den udbredte slavehandel, som tidligere prægede området, i forvejen havde skabt en grundlæggende foragt de etniske grupper imellem. I nyere tid har nabolandene Tchad og Libyen været stærkt involveret i Darfur, og har udnyttet området som led i deres egne interne konflikt.

## Konfliktens parter
Darfurkonflikten begyndte som en strid mellem oprørsgrupperne SLA/M (Sudan Liberation Movement/Army) og JEM (Justice and Equality Movemen) overfor Sudans centralregering. Oprørsbevægelserne har hovedsageligt hvervet deres medlemmer blandt de bofaste jordbrugende "afrikanere", herunder furer og zaghawa. Regeringssiden har derimod allieret sig med den "arabiske" nomadebefolkning, især gennem støtte til janjaweed. Den er opstået i forbindelse med borgerkrigen i nabolandet Tchad. I slutningen af 1960’erne bevæbnede Tchads og Libyens regeringer grupper i Darfur, det var gerne kriminelle og fængselsfanger, som kunne hjælpe med at bekæmpe oprørsgrupperne i Tchad.
På rebelsiden står de oppositionsbevægelser, som findes i andre regioner i Sudan, som sekundære parter i konflikten, disse grupper kræver alle mere indflydelse til de folkeslag, de repræsenterer, i Sudans regering. Dertil modtager oprørsgrupperne i Sudan også støtte fra regimet i Eritrea og formentlig Libyen. I begyndelsen af konflikten bistod Tchads præsident Idriss Déby Sudans regering, men skiftede senere side Centralregeringen støttes af hovedparten af de arabiske lande i dens forsøg på at ”arabisere” landet. Andre sekundære støtter til regeringen er Rusland som har solgt våben og fly til Sudan, samt Kina der importerer mellem 4 og 7 % af sit olieforbrug fra Sudan.
Magtrelationen mellem oprørerne og centralregering kan betegnes som asymmetrisk, i det regeringen har adgang til langt større økonomiske og militære ressourcer end rebellerne. Også når de sekundære parter medtages, bliver forholdet asymmetrisk, pga.regeringens støtter, Rusland og Kinas, indflydelse som permanente medlemmer af FN’s sikkerhedsråd.
Siden fredskonferencen maj 2006 i Abuja, Nigeria, har der fundet en større omstrukturering sted på rebelsiden. Af repræsentanter fra SLA var det kun Minni Minawi som skrev under, en gruppe under ledelse af Abdel Wahid Mohamed Nur skabte en udbrydergruppe, som har fortsat kampene. JEM underskrev heller ikke aftalen, og dannede efterfølgende sammen med Abdel Wahid Mohamed Nus SLA-fraktion en ny organisation NRF

## Geografisk og politisk baggrund
Darfur (Dar Fur eller furfolkets land) ligger i det vestlige Sudan, områdets areal er på 510 000 km², dvs. omkring en femtedel af Sudans totale areal på 2,5 millioner km². Darfur består af tre delstater – Nørre, Vestre og Sønderdarfur. Befolkningstallet er på ca 7 millioner – i hele Sudan er der ca 42 millioner. Men konflikten i Darfur kan ikke forstås ud fra et lokalt perspektiv alene; den er både koblet til den indenrigspolitiske situation i Sudan, de regionale spændinger i Sudans nabolande, herunder alle de arabiske lande, samt til den globale politik.
To geografiske faktorer har haft væsentlig betydning for den udvikling som har ført til, at Darfur-konflikten har fået et meget stort omfang:
- Forøgelsen af befolkningstallet indebære at flere mennesker skal dele de begrænsede naturressourser.
- En forandring i klimaet som betyder at frekvensen af tørkeår er forøget efter 1970.

Den indenrigspolitiske situation i Sudan består i at den autoritære regering, ledet af diktatoren Omar Hassan Ahmed al-Bashir, forsøger at holde sammen på et land, hvor flere regioner er truet af oprør i samme opfang som det i Darfur. Siden fredsaftalen i januar 2005 mellem Sudans regering og SPLM/A (oprørsbevægelsen i Sydsudan) blev underskrevet som afslutning på 2. sudanske borgerkrig, har der været en risiko for at andre oprørsgrupper gennem kamp vil søge at få større indflydelse i Sudans centralregering. Derfor vil regeringen gerne statuere et eksempel i Darfur, for at undgå at magten deles mellem for mange grupper. Det er fx blevet hævdet, at Darfur-konflikten brød ud, netop som resultat af fredsprocessen i Sydsudan, idet oprørsbevægelserne i Darfur så det som deres chance for at få del i magten. En anden nært beslægtet forklaring er at man i Darfur frygtede at blive kørt ud på et sidespor med en nye aftale mellem SPLM/A og Sudans centralregering. Samtidig har afslutning på borgerkrigen i syd medført en risiko for spredning af de våben, der ikke længere var brug, til andre egne af Sudan; det kan have været medvirkende til en forværring af konflikten både i Darfur og i Østsudan.
De regionale spændinger i Sudans nabolande består blandt andet i at det arabisk-politisk dominerede Sudan har fået opbakning fra de øvrige arabiske lande, herunder medlemmerne af Den Arabiske Liga ved ikke at blive kritiseret for overgreb på civilbefolkningen. Derudover støtter Sudan oprørsbevægelser i blandt andet Tchad, hvis præsident til gengæld støttes af zaghawa, som er en af Darfurs dominerende folkgrupper. Spændingerne mellem de to nabolande, som siden 2005 har befundet sig i krigstilstand, forøges yderligere af de store flygtningestrømme, der bl.a. har søgt mod Tchad i konfliktens kølvand. I Eritrea støtter regeringen aktivt oprørsbevægelser i Østsudan. Den Afrikanske Union blev involveret som aktør, da organisationen har været ansvarlig for den fredsbevarende mission, der blev indsat i Darfur i 2004. Styrken har dog været svækket pga, manglen på ressourcer.
På det globale niveau er det Sudans rolle som olieeksporterende land der har betydning, frem for alt i forhold til Kina. Kina har foretaget massive inversteringer i sudansk olieindustri og har støttet regeringen direkte gennem salg af våben og militærudrustning, og har tilmed opført våbenfabrikker i Sudan. Endvidere har Rusland støttet Sudans regering gennem salg af kampfly og materiel. Dette er sket i modstrid med FN’s resolutioner og er en understregning af FN’s handlingslammethed i forbindelse med denne konflikt. Derudover betegner Sudans regering indsættelsen af en FN-styrke i Darfur som en vestlig aggression mod landet, som kan sammenlignes med invasionen af Irak. Al-Qaeda har på samme måde udtalt sig fordømmende om en sådan FN-styrke. Konflikten i Darfur har dermed fået en ny international dimension som et led i en konfrontation mellem vest og øst; i den forbindelse drages der ofte paralleller til angrebene på Afghanistan 2001 og Irak 2003. Indirekte har situationen i Irak påvirket konflikten i Darfur, da USA’s engagement i Irak og Afghanistan betyder, at landet ikke ønsker at medvirke til yderligere en intervention. Generelt har de vestlige regeringers forsøg på at isolere Sudan betydet at landet har vendt sig mod andre lande for at finde støtte, og at mulighederne for at de vestlige lande og FN kan påvirke udviklingen i Darfur er blevet mindre.
Journalisten F. William Engdahl mener at hele konflikten grundlæggende kan kan karakteriseres som et kapløb mellem Kina og USA om adgangen til Sudans olieresever. Denne rivalisering er ifølge ham forklaringen på Kinas våbensalg til centralregeringen og USA's støtte til flere af Sudans oprørsgrupper.. I Tchad planlægges en olierørledning fra Centralafrika mod Atlanterhavet og det amerikanske olieselskab Chevron gennemfører samtidig eftersøgninger i området. I Sudan kontrollerer oprørsgruppen SLA i øjeblikket størstedelen af de kendte oliefelter i i Sydsudan, og SPLM/A's leder Minna Minnawi blev kort efter indgåelsen af en fredsaftale med Sudans regering inviteret til Washington af præsident George W. Bush.

## Etnicitet
I primært vestlige medier har Darfur-konflikten været karakteriseret som et opgør mellem områdets arabiske og afrikanske befolkningsgruppe, denne dikotomi er blevet beskrevet både sand og falsk. Forholdet mellem de forskellige etniske grupper i området er situationen kompliceret; befolkningen består på den side af nomader, der primært lever i de nordlige egne og som betragter sig selv som etniske arabere, og på den anden side af fastboende bønder, primært mod syd, størsteparten i den sidste gruppe betragter sig selv som afrikanere. Traditionelt er det disse etniske hovedgrupper der er blevet klassificeret som henholdsvis arabere og sorte (dvs. afrikanere). Den arabiske gruppe udgøres hovedsageligt af de Arabisktalende baggarafolk, mens de grupper der taler nilo-sahara sprog primært består af furfolket, zaghawa og masaalit. Reelt er grænsen mellem, hvem der er araber og hvem der er afrikaner, dog flydende og i høj grad en moderne konstruktion (se historieafsnit). Ægteskaber mellem medlemmer af forskellige befolkningsgrupper er omfattende, og det samme er opblandingen mellem dem. Mange af ”afrikanerne” taler desuden arabisk og af udseende er der praktisk taget ingen forskelle mellem grupperne, langt størsteparten af alle indbyggerne i Darfur har fx en meget mørk hudfarve. Konflikten i Darfur har dog fået et racistisk udtryk, hvor ”arabiske” grupper mener at de er racemæssigt overlegne og besidder en fortrinsret til landet. Uanset etnisk tilhørsforhold er praktisk taget samtlige indbyggere i Darfur muslimer.

## Historie
De historiske forudsætninger for Darfur-konflikten er mangeartede, men en forsimplet sammenfatning kan indeholde følgende punkter:
- Regionen har historisk længe været præget af slavehandel og småkonflikter mellem bofaste og omvandrende nomader, som dog aldrig har udviklet sig så alvorligt som nu.
- Langvarig negligering af Darfur-området af centralmagten i Sudan, både under kolonitiden og efter Sudans uafhængighed i 1956.
- Sudans ringe udviklede demokrati, med en svag presse og et dårligt udviklet civilt samfund, og dertil manglende organisationsfrihed.
- Borgerkrigen i Tchad, hvor Libyen og Darfurs befolkning blev inddraget, og den deraf følgende øgede etnificering.

I slutningen af 1300-tallet etablerede Keira-dynastiet sultanatet Darfur med centrum i Marrahbjergene, hvor islam var statsreligion. Riget var domineret af furfolket, men befolkningen udgjorde en kompleks blanding af forskellige folkeslag og traditioner med både arabiske og afrikanske kendetegn. Darfur var dertil et af knudepunkterne for den omfattende afrikanske slavehandel som fandt sted i årtusinder – det var afrikanerne i Darfur som blev slaver, aldrig arabere, hvilket har medført spændinger mellem dem der opfattter sig som ’’afrikanere’’ og ’’araberne’’. Mellem 1874 og 1898 mistede Darfur sin selvstændighed for en periode, først da det turko-egyptiske Sudan ekspanderede mod syd langs Nilen, og siden som led i Mahdioprøret. Selvstændigheden blev genvundet, da Mahdi-staten kollapsede under britiske angreb og derefter underlagt det britiske imperium, men blev atter mistet i 1916, da området blev lagt ind under det anglo-egyptiske Sudan. I 1956 forblev Darfur en del af Sudan, da landet blev en selvstændig nation. 
Darfur har under perioderne af ikke-selvstændighed været præget af negligé og vanstyre, både mens briterne var ved magten og mens en uafhængig sudansk regering har regeret i Khartoum. Indbyggerne i Nildalen, der under det britiske styre havde modtaget størsteparten af alle investeringer i landet, forblev landets elite efter uafhængigheden, og den fortsatte mønstret af marginalisering af periferiområderne. Dette ses tydeligt i dag når fx sundhedsforanstaltninger per capita sammenlignes med andre dele af Sudan. En vigtig faktor her er den autoritære styreform som i princippet har rådet i landet siden uafhængigheden. Det har betydet at pressefriheden er lav, at civilsamfundet er svagt og at det er svært for marginaliserede mennesker og politiske grupper i bl.a. Darfur at blive hørt.
Under valget til det sudanske parlament i 1968 førte splittelser indenfor det regerende Ummah-parti til at flere af lederne, især Sadiq al-Mahdi, forsøgte at skabe intern splittelse i Darfur. de bosiddende blev fortalt at underudviklingen i regionen skyldtes ’’araberne’’, mens baggarastammerne blev opfordret til at støtte deres ’’racefæller’’ i Nildalen. Denne dikotomi mellem to kulturer, som langt fra opstod lokalt blev yderligere forstærket af den libyske indblanding i området. I flere perioder i løbet den anden halvdel af 20. århundrede har Darfur fungeret som base i forbindelse med borgerkrigen i Tchad, hvor Libyen også var en central aktør. Tchad og Libyen befandt sig længe på konfrontationskurs, da Libyen støttede oprørsgrupper i Tchad. Denne borgerkrig har i lighed med Darfur-konflikten handlet om – meget forenklet – modsætningerne mellem "arabisk" befolkning i nord og bofast "afrikansk" i syd, og kampene har i store stræk været udkæmpet på darfurisk jord eller med hjælp af darfuriske grupper. Den sudanske centralregering blev derfor også involveret i konflikten. Den tidligere sudanske præsident Gaafar Nimeiry etablerede en base for den tchadiske oprørsgruppe ledet af Hissène Habré, som både bekæmpede Tchads regering og Libyen. I 1990 tog Idriss Déby magten i Tchad ved et kup. Han tilhører zaghawafolket, som også bor i Darfur, og det var dafuriske stammefæller, som hjalp ham til magten. Borgerkrigen i Tchad.
Libyens engagement i regionen skyldtes at landets leder Muammar al-Gaddafi fra slutningen af 1960'erne og indtil 1980’erne aktivt forsøgte at skabe en samlet arabisk nation, som dækkede hele Sahel, og i den forbindelse udbredte han en ideologi om arabisk overlegenhed. Som led i denne plan søgte han at alliere sig bl.a med nomadebefolkningen i det nordlige Darfur og Tchad, og de blev derved inkluderet i hans egen definition af ’’araber’’. Skellet mellem fastboende ’’afrikaner’’ og nomadisk ’’araber’’ har i hovedtræk sin oprindelse i denne periode, og har primært været et resultat at indblanding udefra, men har betydet at den nuværende konflikt i Darfur har fået et stærkt racistisk præg. De reelle forskelle og interesse konflikter, der trods alt altid har eksisteret mellem befolkningsgrupperne i Darfur, er på denne måde blevet forstærket, men den etniske differenciering og polarisering er resultatet af et nyere udvikling.

### Hungersnød
Siden 1970'erne er tørkeår blevet mere almindelige i Darfur. Dette førte til en foreløbig kulmination i 1984, hvor regnen udeblev og regionen blev udsat for sultkatastrofe, der betød at omkring 100.000 mennesker ud af 3,1 millioner berørte døde af sult. Situationen i landet medførte også at Sudans præsident, Nimeiry, i 1985 blev afsat og erstattet af Sadiq al-Mahdi, som vendte hjem fra eksil. Han indgik en aftale med Libyen om at overdrage Darfur til libysk kontrol mod økonomisk støtte, som han dog aldrig overholdt. Årsagen til sultkatastrofens omfang skyldes i høj grad regeringens negligering af regionen, men efterfølgende skete der stadig ingen forbedringer af lokalbefolkningens forhold.
I begyndelsen af 2003 anklagede to lokale oprørsgrupper, JEM og SLM, regeringen for at undertrykke landets ikke-arabiske befolkningsgrupper. SLM, der er den største gruppe, associeres normalt med masalit, furfolket og wagiklanen fra zaghawa. Gruppernes hovedbegrundelse for at starte et oprør vendt mod Sudans regering var utilfredshed med den økonomiske og politiske fordeling i landet. De direkte kampe mellem etniske grupper var allerede begyndt i Darfur i løbet af 1980’erne, men konstruktionen af en ’’arabisk-afrikansk’’ konflikt førte til konfrontationen med den ’’arabiske’’ regering i Khartoum, og udrustningen af ’’arabiske’’ militser til bekæmpelse af ’’afrikanske’’ rebeller. ’’Arabernes’’ argument for væbnet konflikt var derimod at især de ’’afrikanske’’ furer nægtede dem adgang til den jord og det vand som deres nomadebrug krævede.